# ヒラタエイ科
ヒラタエイ科（Urolophidae）は、トビエイ目の下位分類群の一つ。以前はアメリカ大陸の Urobatis 属と Urotrygon 属が含まれていたが、現在はそれら2属で独自のウロトリゴン科を形成している。インドー西太平洋に分布し、オーストラリア沖で最も多様性が高い。動きの緩慢な底魚であり、海岸付近の浅瀬から大陸斜面上部の深海まで生息する。体長は15 - 80cmで、楕円形から菱形の体盤と、葉形の尾鰭のある比較的短い尾が特徴で、小さな背鰭と側面の皮褶がある種もいる。多くは皮膚が滑らかで、背面に模様がある種もいる。
摂餌は海底や海底付近で行い、小型の無脊椎動物や硬骨魚類を捕食する。無胎盤性の胎生であり、胚は子宮内の卵から生まれ、最初は卵黄によって、その後は子宮分泌液によって維持される。妊娠期間は約1年で、産仔数は少ない。防御のために尾に1 - 2本の比較的大きな毒棘を持ち、人間が刺されると怪我を負う可能性がある。経済的価値は無いが、幾つかの種は商業トロール漁業でよく混獲される。

## 分類と系統

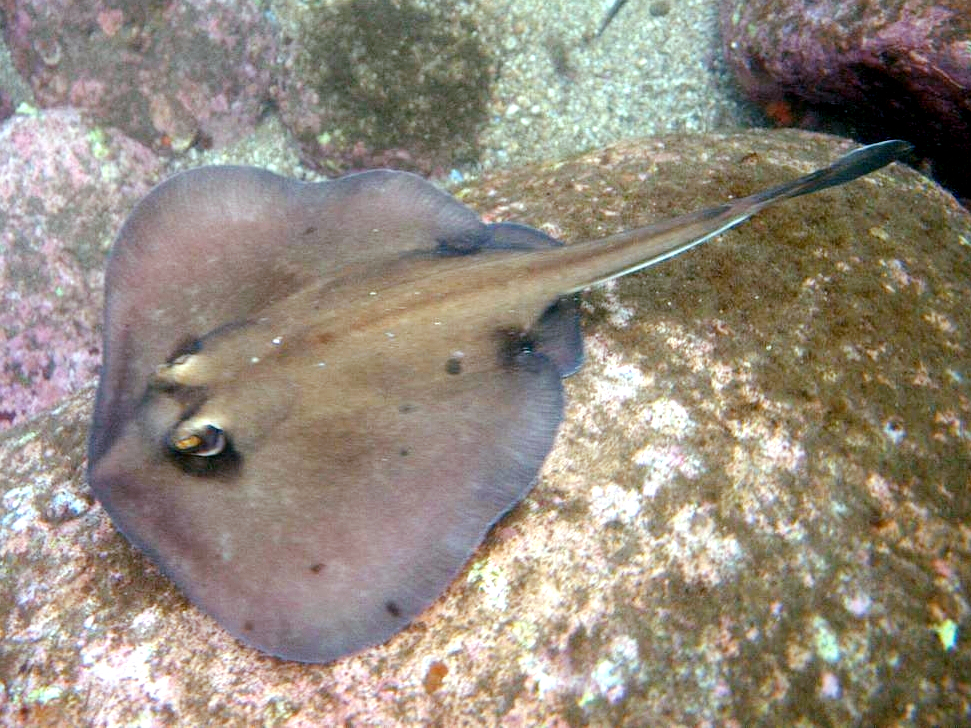
Kapala stingaree (U. kapalensis)。2006年に記載された。

ドイツの生物学者ヨハネス・ペーター・ミュラーとヤーコプ・ヘンレは、1837年にヒラタエイ属(Urolophus)を新設した。その後1838年から1841年の『Systematische Beschreibung der Plagiostomen』で、二人は Trygonoptera 属を新設し、本科について初めて言及した。本科にはアメリカ大陸の Urobatis 属と Urotrygon 属も含まれていたが、John McEachranとKatherine Dunn、Tsutomu Miyakeは、1996年にそれら2属で独立のウロトリゴン科を形成するとした。
かつてはガンギエイ目とされていたが、現在はトビエイ目に属する。John McEachranとNeil Aschlimanによる2004年の系統学的解析により、本科はウスエイとクレードを形成しており、トビエイ目の中ではウチワザメ科、ムツエラエイ、Zanobatidaeの次に基部に近いクレードであるとされた。彼らはウスエイを本科に含め、本科をトビエイ目のUrolophoidea上科に分類することを提唱した。

## 分布と生息地

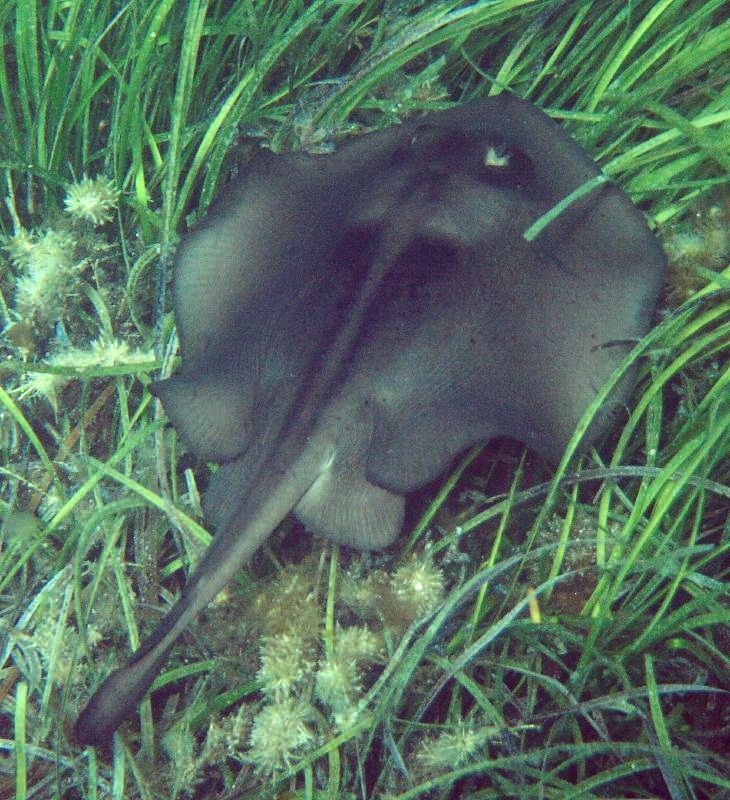
striped stingaree (T. ovalis)。藻場や岩場に多い。

インド洋ー西太平洋に分布し、オーストラリアで最も多様性が高く、Trygonoptera 属全種とヒラタエイ属22種のうち15種がオーストラリア近海の固有種である。珊瑚海にも多くの種が分布し、マレー諸島にも数種、北西太平洋にも1種が分布する。河口や湾など沿岸部の非常に浅い場所から、大陸棚上部の沖合の水深420mまで生息する底魚である。一部地域では個体数が非常に多く、オーストラリア南西部の沿岸海域で行われた研究では、最も豊富な4種の本科魚類が底魚の生物量の17%以上を占めていることが判明した。

## 形態

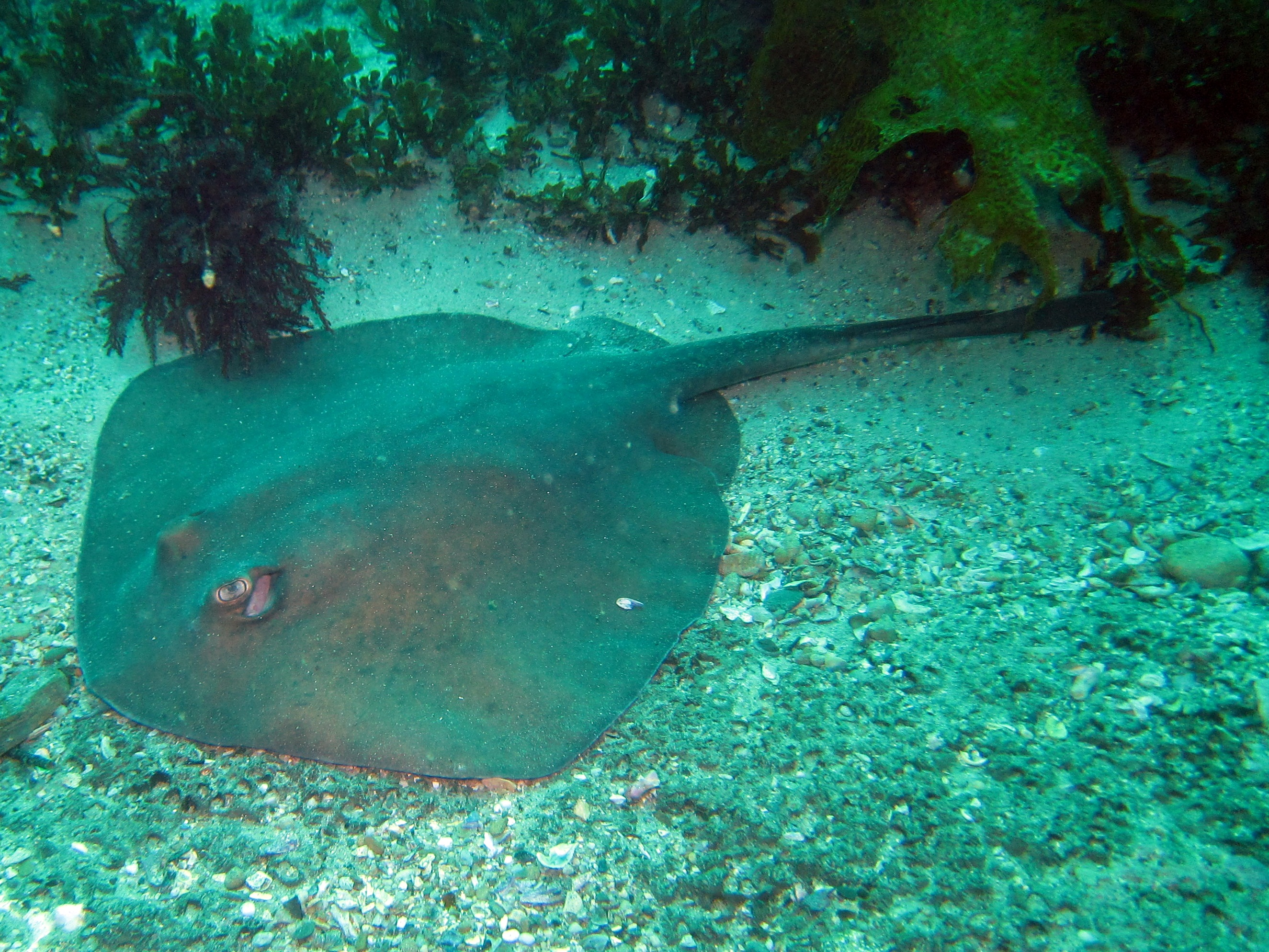
eastern shovelnose stingaree (T. imitata)。体盤は丸く、背鰭や尾の皮褶は無い。

体長は30 - 80cmと、小型である。頭胴部と胸鰭が合わさって体盤を形成しており、体盤は円形、楕円形、菱形である。吻は通常短く、あまり突き出ない。眼はかなり大きく、後方に涙型の噴水孔がある。鼻孔の間には、鼻弁の融合した鼻褶があり、口に達している。口底には複数の乳頭状突起があり、下顎の外側にもある場合がある。歯は小さく、基部は菱形で歯冠は鈍いか尖っている。歯は五角形に並び、歯列は上下の顎で50未満。腹面にある鰓裂は短く、5対ある。
腹鰭は小さく、縁が丸い。雄にはクラスパーがある。尾は体盤よりも短いかほぼ同じで、断面は平らか厚い楕円形で、先端には対称的な葉形の尾鰭がある。尾の約半分の位置に、比較的大きな鋸歯状の毒棘が1 - 2本ある。一部の種は尾棘の直前に小さな背鰭があり、尾の両側に皮褶がある種もいる。Spinilophus armatus を除いて、背面に突起は無く滑らかである。体色は背面が黄色、緑、茶色、または灰色で、腹面は淡色である。模様は無地、斑点、縞などで、複雑な模様の種もいる。

## 生態

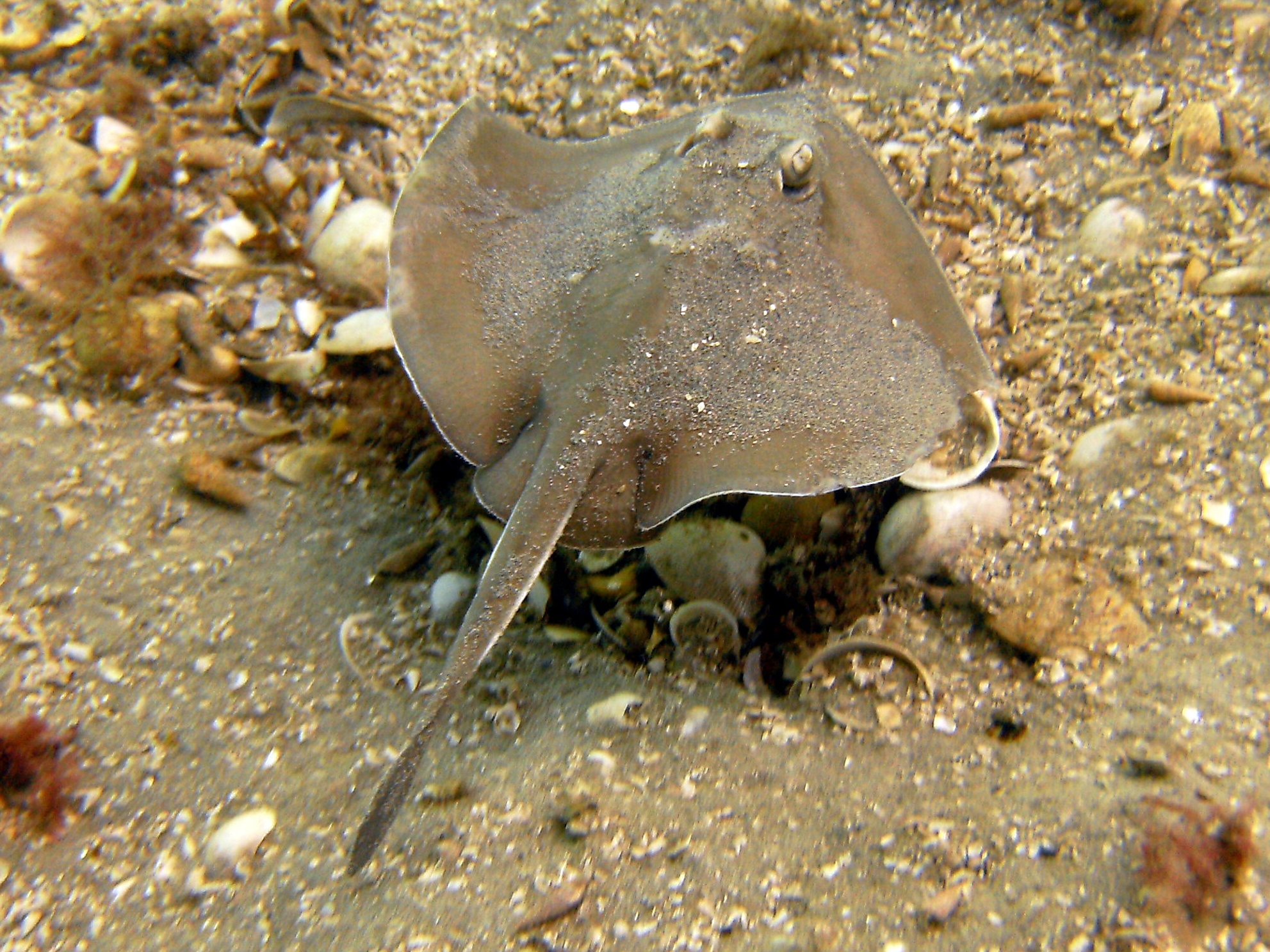
マダラハクテンヒラタエイ (U. paucimaculatus)。オーストラリア南部では最も一般的な種で、主に甲殻類を捕食する。

遊泳速度は遅く、海底で休んでいることが多く、時には部分的または完全に堆積物に埋まっている。甲殻類や多毛類などの小型の無脊椎動物や、小型の硬骨魚類を捕食する。同地域に分布する多種とは、棲み分けを行っている。例えばオーストラリア南西部沖合のmasked stingaree(Trygonoptera personata) とwestern shovelnose stingaree(Trygonoptera mucosa) は主に多毛類を捕食するが、マダラハクテンヒラタエイ(Urolophus paucimaculatus)とlobed stingaree(Urolophus lobatus)は主に甲殻類を捕食する。
生殖様式は胎生で、胚は子宮内で孵化し、最初は卵黄によって成長し、その後子宮上皮の栄養子宮絨毛糸を介して送られる子宮分泌液によって成長する。妊娠期間は10 - 12ヶ月で、産仔数は少なく、1 - 2の種もいる。仔エイの出生時の体長が成体の半分ほどと、非常に大きい為と考えられる。

## 人との関わり
通常は人間に対して無害だが、刺激すると毒針に刺され、怪我を負う可能性がある。種によって気性は異なり、マダラハクテンヒラタエイは攻撃的で、spotted stingaree(Urolophus gigas) はそれほど攻撃的ではない。オビヒラタエイは刺激されると、サソリのように尾を上げる。商業漁業による底引網漁で混獲される。小型のため通常はリリースされるが、魚粉に加工される場合もある。浅場で捕獲された個体は放流後の生存率が高いが、捕獲された際妊娠中の仔エイを流産する可能性が指摘されている。

## 下位分類
本科には3属28種が属する。
- Spinilophus Yearsley & Last, 2016
  - Spinilophus armatus (Valenciennes, 1841)
- Trygonoptera Müller & Henle, 1841
  - Trygonoptera galba Last & Yearsley, 2008
  - Trygonoptera imitata Yearsley, Last & Gomon, 2008
  - Trygonoptera mucosa (Whitley, 1939)
  - Trygonoptera ovalis Last & Gomon, 1987
  - Trygonoptera personata Last & Gomon, 1987
  - Trygonoptera testacea Müller & Henle, 1841 コモンスティンガレー
- Urolophus Müller & Henle, 1837 ヒラタエイ属
  - Urolophus aurantiacus Müller & Henle, 1841 ヒラタエイ
  - Urolophus bucculentus Macleay, 1884
  - Urolophus circularis McKay, 1966
  - Urolophus cruciatus (Lacépède, 1804) オビヒラタエイ
  - Urolophus deforgesi Séret & Last, 2003
  - Urolophus expansus McCulloch, 1916
  - Urolophus flavomosaicus Last & Gomon, 1987
  - Urolophus gigas Scott, 1954
  - Urolophus javanicus (Martens, 1864)
  - Urolophus kaianus Günther, 1880
  - Urolophus lobatus McKay, 1966
  - Urolophus mitosis Last & Gomon, 1987
  - Urolophus neocaledoniensis Séret & Last, 2003
  - Urolophus orarius Last & Gomon, 1987
  - Urolophus papilio Séret & Last, 2003
  - Urolophus paucimaculatus Dixon, 1969 マダラハクテンヒラタエイ
  - Urolophus piperatus Séret & Last, 2003
  - Urolophus sufflavus Whitley, 1929
  - Urolophus viridis McCulloch, 1916
  - Urolophus westraliensis Last & Gomon, 1987